# Roden (Saar)

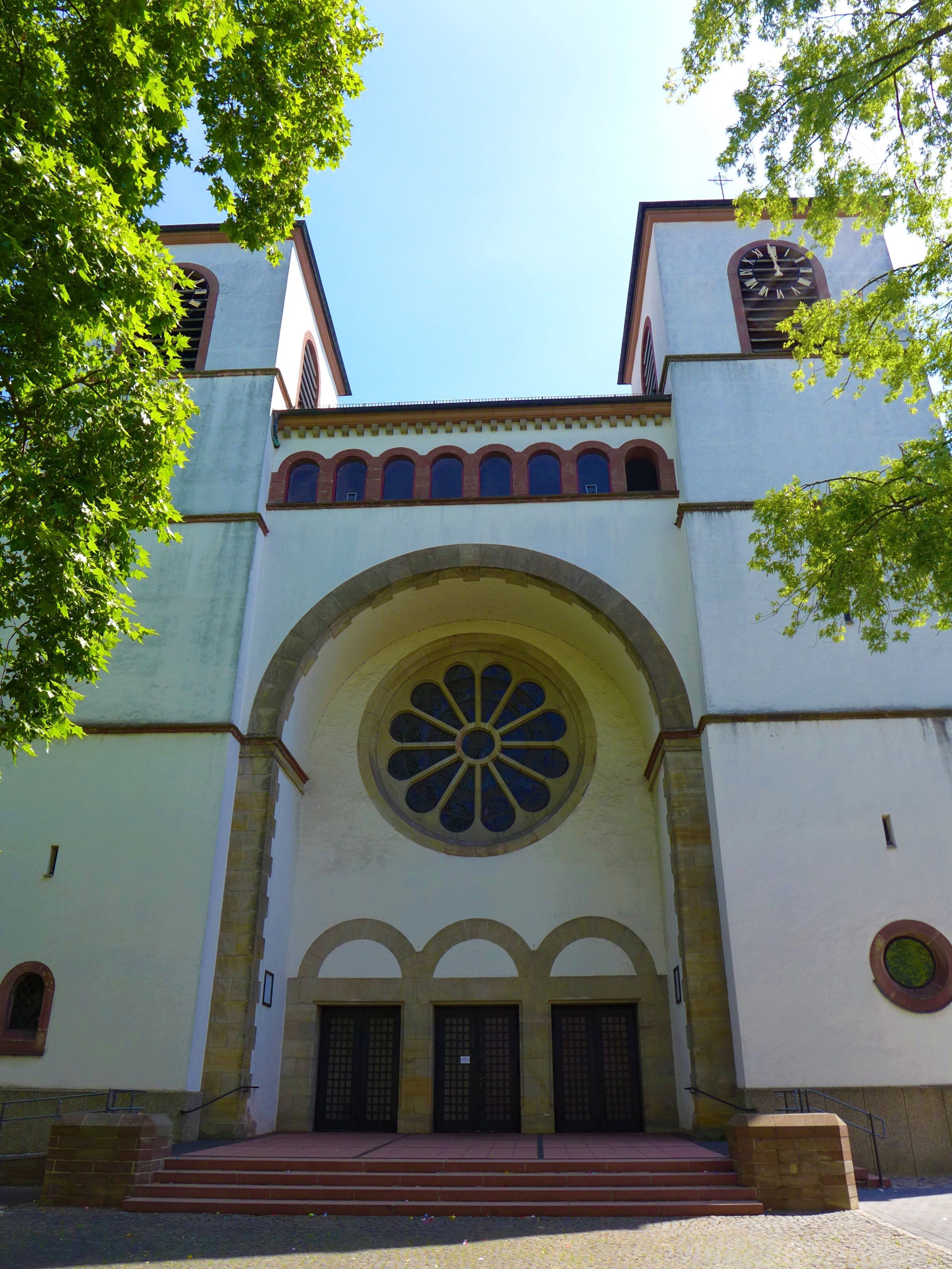
Roden, Kirche Maria Himmelfahrt, neoromanische Fassade

Roden ist vor Fraulautern und der Innenstadt der größte Stadtteil der Kreisstadt Saarlouis im Saarland. Die Bevölkerungszahl lag am 31. Dezember 2006 bei 8931 Einwohnern.

## Gewässer bei Roden
- Saar
- Ellbach

## Lage
Während die Innenstadt von Saarlouis links der Saar liegt, befindet sich der Stadtteil Roden (ebenso wie die Stadtteile Fraulautern und Steinrausch) auf der rechten Saarseite. Roden grenzt an die Eisen- und Stahlwerke der Nachbarstadt Dillingen/Saar.

## Verkehr
In Roden befindet sich der Bahnhof von Saarlouis (Saarlouis Hauptbahnhof), der im Zuge der Eingemeindung Rodens 1907 zum Gebiet der Stadt kam. Mit dem Saarhafen befindet sich auch ein Binnenhafen auf Rodener Territorium.

## Bezeichnungen

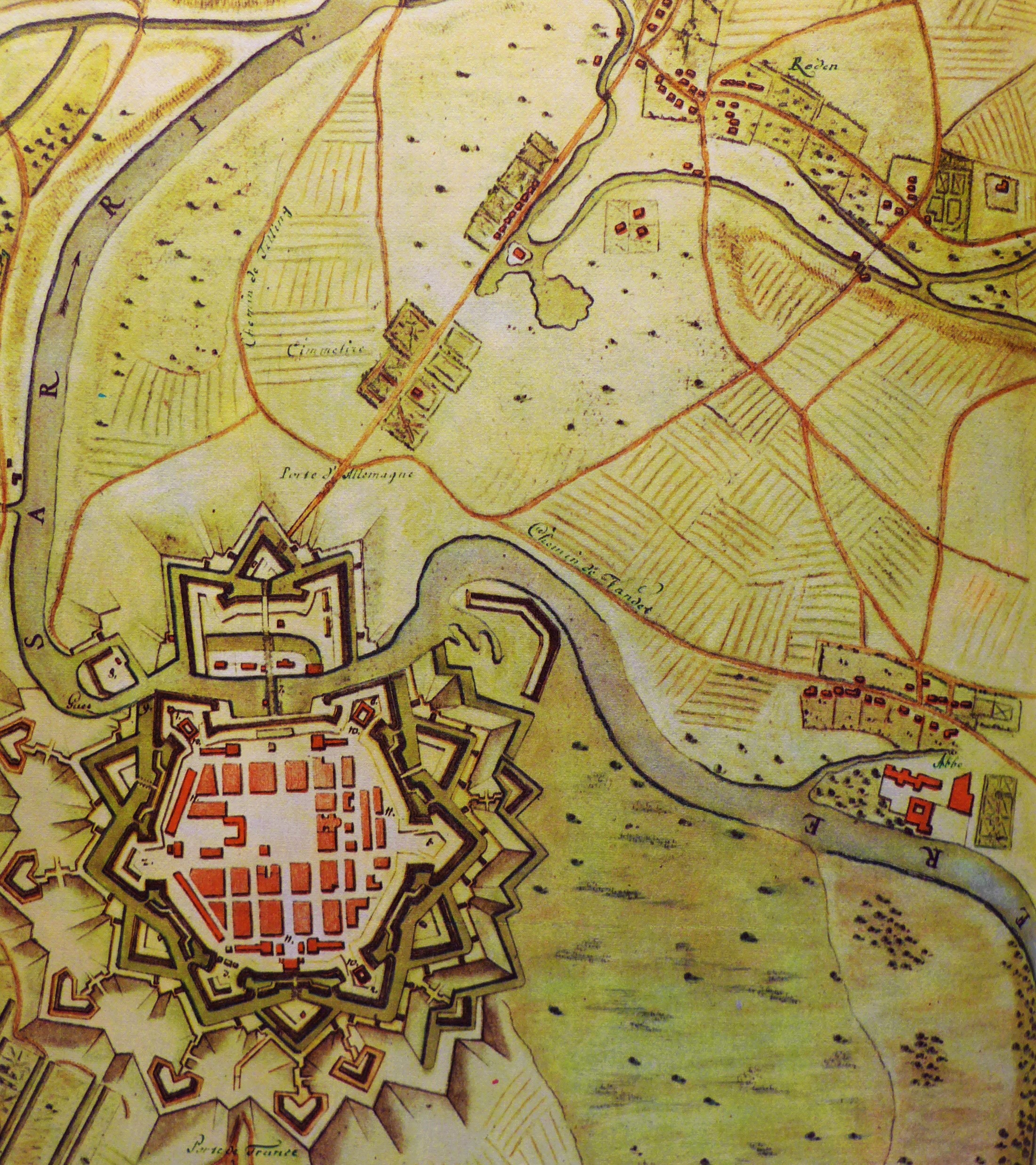
Historische Lage des Dorfes Roden auf dem Plan de Sarlouis et de la Situation, Karte um 1740 mit der städtischen Befestigungsanlage; im Osten das Dorf Fraulautern mit seiner Abtei am Ufer der Saar (Stadtarchiv Saarlouis)

- Mögliche, keltische Wurzel: Rodunum, Nomen aus keltischem Verbalpräfix ro sowie dem Suffix -dunum. Ro steht dabei für eine gut ausgeführte Tätigkeit, dunum bezeichnet ein eingezäuntes Gebiet. Somit eine mögliche Übersetzungsvariante „das gut Gezäunte“[1].
- Mögliche, keltische Wurzel: Roten, Rotena[2], Rodena: keltische Bezeichnung; stammt entweder von ‚rott‘ (faul, morsch) oder ‚rotten‘ (roden). Beide Erklärung haben ihren Anspruch. Einmal war die Gegend um Saarlouis zur Zeit der Mediomatriker und Treverer eine Sumpflandschaft und zum anderen waren die dort ansässigen Kelten an Ackerland interessiert und mussten somit Flächen freiroden. Der Begriff Rodena[3] ist eine mit hohem Wahrscheinlichkeitsgrad angenommene, noch keltisch beeinflusste, Aussprache des lateinischen Rodēna in den ersten Jahrzehnten der Integrationsphase der Region in das römische Reich.
- Rodēna[4] /Rodena[5]: erschlossene lateinische Bezeichnung unter spätrömischer Herrschaft.
- Rodene[6]: auftauchende Bezeichnung unter fränkischer Herrschaft.
- Roden: bis 1907 Bezeichnung des Dorfes.
- Saarlouis 2: von 1907 bis 1936. Nach erfolgter Eingemeindung.
- Saarlautern 2: von 1936 bis 1945. Als Kontraktion der Namen von Saarlouis und Fraulautern.[7]
- Saarlouis-Roden: von 1945 bis heute, standardmäßige Kennzeichnung als Stadtteil.

## Geschichte

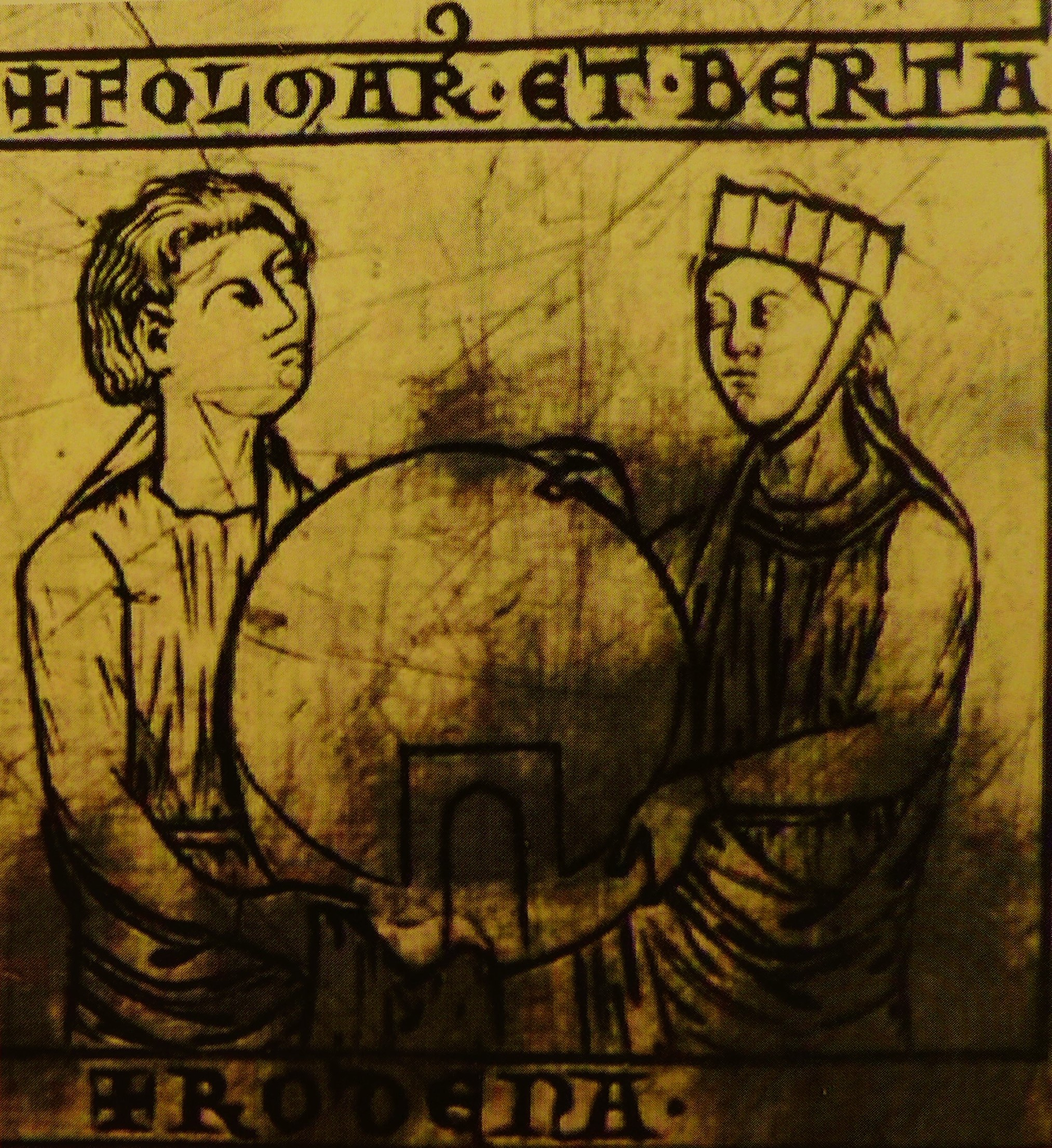
Die Adelige Berta und ihr Ehemann Folmar, Graf von Metz sowie Graf im Bliesgau und Saargau, übergeben das Königsgut Rodena als fromme Stiftung an das Kloster Mettlach, Goldgravur auf der Rückseite der Mettlacher Staurothek aus dem 13. Jahrhundert

Die ältesten Zeugnisse der Besiedlung im Umfeld Rodens stammen aus der Kupferzeit, wobei die ersten tatsächlichen Funde aus Roden selbst auf das 9. Jahrhundert v. Chr. zu datieren sind. Am Wackenberg wurden um 1900 Gräber der als keltisch verstandenen Spätlatènezeit, der römischen Kaiserzeit und des frühen Mittelalters ausgegraben. Die frühmittelalterlichen Bestattungen setzen nach den Funden im frühen 6. Jahrhundert ein.
Die erste Erwähnung Rodens wird je nach Quelle auf das Jahr 931 oder 941 datiert. Es handelt sich dabei um die Verpflichtung des Rodener Sprengels an einer Wallfahrt nach Mettlach teilzunehmen. Die erste urkundliche Erwähnung Rodens ist datiert auf das Jahr 995, als der Kern Rodens, zu jener Zeit ein Königshof, an das Kloster Mettlach fiel. Die Benediktinerabtei Tholey war seit mindestens dem 13. Jahrhundert Patronats- und Zehnherrin des Ortes. Außerdem hatte sie Wasserrechte an den Mühlen, Fischereirechte und Zollrechte an der Saar. Dies und der Besitz von Ländereien sind in vier Papsturkunden aus dem 13. Jahrhundert belegt. Ein Zwischenspiel stellte die Übertragung der Rechte am Rodener Sprengel an die Wadgasser Abtei von 1687 bis 1721 dar. Auf Grund nicht eingehaltener Abmachung zwischen den beiden Abteien durch die Abtei Wadgassen wurde dies, nach Klage der Abtei Tholey in Trier, wieder rückgängig gemacht. Die Rechte und der Besitz gingen erst mit der Französischen Revolution endgültig verloren.
Roden gehörte zum Herzogtum Lothringen. Seit dem Frieden von Rijswijk gehörte es de facto und seit dem Vertrag von Paris (1718) de jure zu einer französischen Exklave um die Festungsstadt Saarlouis. Ab 1801 war es dem Kanton Saarlouis im Département Moselle zugeordnet. Im Zweiten Pariser Frieden kam es 1815 zur Preußischen Rheinprovinz, die wiederum 1871 im Deutschen Reich aufging.
Nach 1815 kommt es im Zuge der Fortifikationsbeschlüsse zu zahlreichen Gebäudeabrissen. 1901 wird die imposante Kirche mit ihrem 62 Meter hohen Glockenturm eingeweiht, sie übersteht den Zweiten Weltkrieg nicht. 1907 erfolgt die Eingemeindung Rodens als Saarlouis 2. Der Rodener Bahnhof wird zu einem Staatsbahnhof. Saarlouis bekommt dadurch einen direkten Anschluss an das Schienennetz. Nach dem Anschluss an das Deutsche Reich und der Eingemeindung Fraulauterns wird Roden in Saarlautern 2 umbenannt. In der Bombernacht vom 1. auf den 2. September 1942 wurden große Teile Rodens zerstört, die Kämpfe um den Westwall, der durch Roden verläuft, sorgten für weitere Verwüstungen. Nach dem Zweiten Weltkrieg und den Aufbauarbeiten erfolgte mit einer kurzen Rückbenennung zu Saarlouis 2 die Einführung der immer noch gültigen Bezeichnung Stadtteil Roden.
Roden besitzt zwei katholische Kirchen, welche auf die Patrozinien Maria Himmelfahrt und Christkönig geweiht sind.

## Galerie

Historisches Roden
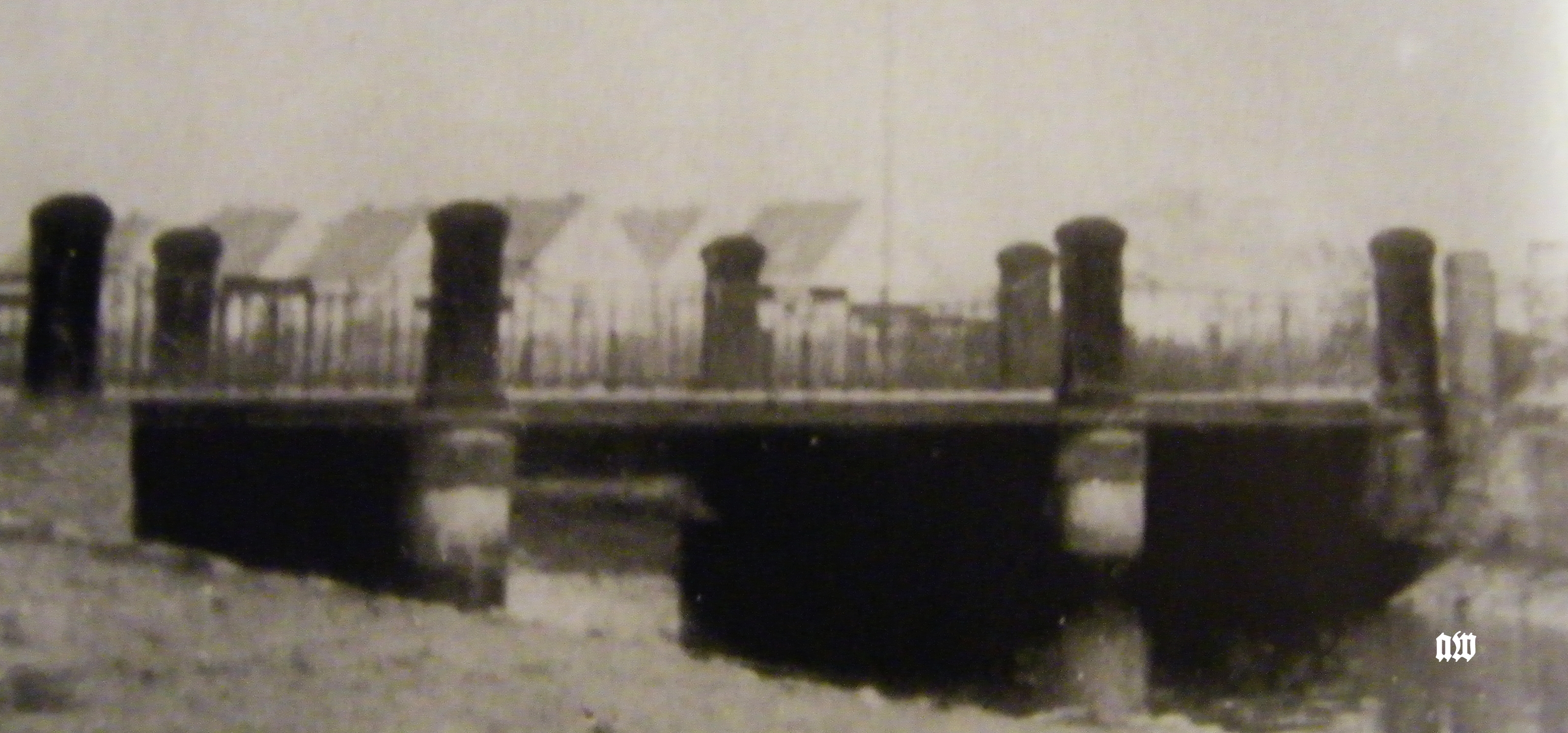
Brücke über den Ellbach
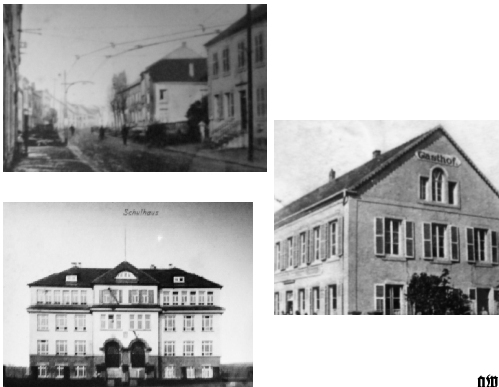
Alte Rodener Gebäude vor 1935

### Söhne und Töchter von Roden
- Claudius Merten (1840–1912), Theaterschauspieler und Sänger
- Wilhelm Hector (1855–1918), Architekt
- Johann Peter Hafner (1881–1966), Kommunalpolitiker und Ehrenbürger von Saarlouis
- Oskar Lafontaine (* 1943), Politiker, SPD, später Die Linke
- Alfred Gulden (* 1944), Schriftsteller, Lieder- und Filmemacher
- Marc Speicher (* 1984), Politiker, CDU